# Alfred Oelschlegel
Alfred Oelschlegel, někdy též Ölschlegel (25. února 1847, Úštěk – 19. června 1915 Lipsko) byl česko-rakouský dirigent, varhaník a skladatel.

## Život a činnost
Narodil se v Úštěku jako syn školního ředitele Carla Oelschlegela. Již v osmi letech ovládal hru na varhany a komponoval první vlastní skladby.
Vystudoval varhanickou školu v Praze a poté pedagogickou školu v Litoměřicích. V roce 1866 využil možnosti studia hry na harfu ve Vídni.
Po studiích dostal v roce 1878 nabídku působit jako varhaník na světové výstavě v Paříži, řídil několik divadelních orchestrů v Hamburku, Teplicích, Würzburgu a Karlových Varech a nakonec vídeňský Karltheater.
V roce 1882 se stal vojenským kapelníkem u 7. pluku korutanských dělostřelců. V této době napsal operetu Prinz und Maurer (premiéra 14. prosince 1884 v Klagenfurtu), která pak byla uváděna v dalších divadlech s takovým úspěchem, že se hovořilo "spanilé jízdě po německých scénách" ("Siegeszug über die deutschen Bühnen"). U 7. pluku setrval do prosince roku 1885, kde ho poté ve funkci kapelníka nahradil Anton Friedrich (1849-1924), který zde působil v letech 1886-1914 a zkomponoval svůj Khevenhüller-Marsch.
Poté se Alfred Oelschlegel ujal vedení Philharmonische Kapelle v Drážďanech a v roce 1893 byl z více než stovky uchazečů vybrán jako hudební ředitel a umělecký šéf lázeňského orchestru ve Františkových Lázních. Zde pak komponoval převážně taneční hudbu.
Posledním Oelschlegelovým působištěm bylo od roku 1909 Arco u Riva del Garda, jeho hudební činnost zde však již není možné zmapovat.
Alfred Oelschlegel zemřel dne 19. června 1915 v Lipsku .

## Skladby
Alfred Oelschlegel složil celkem přes 100 skladeb:
- Operety Prinz und Maurer (Klagenfurt, 1884),
- Der Schelm von Bergen (Vídeň, 1888)
- Der Landstreicher (Magdeburg, 1893)
- opera Kynast (Altenburg, 1898)
- klavírní skladby
- taneční skladby
- pochody
- mužské sbory
- písně